# Анна фон Пфалц-Велденц
Анна фон Пфалц-Велденц (на немски: Anna von Veldenz; * 12 ноември 1540; † 30 март 1586, Грабен) от фамилията Вителсбахи, е пфалцграфиня на Велденц и чрез жентитба маркграфиня на Баден-Дурлах. От 1577 до 1584 г. участва в управлението на Маркграфство Баден-Дурлах като регент.

## Живот
Тя е голямата дъщеря на Рупрехт фон Пфалц-Велденц (1506 – 1544) и на съпругата му Урсула фон Залм-Кирбург (1515 – 1601), дъщеря на Йохан VII фон Залм-Кирбург, граф на Залм, вилд – и Рейнграф в Кирбург.
Анна се омъжва на 1 август 1558 г. в Хайделберг за маркграф Карл II фон Баден-Дурлах (1529 – 1577). Тя е втората му съпруга.
Когато съпругът ѝ умира, нейните синове са още малолетни. Тя образува затова през 1577 г. до тяхното пълнолетие опекунско правителство заедно с курфюрст Лудвиг VI фон Пфалц и херцог Лудвиг Благочестиви от Вюртемберг. Тя предава Баден-Дурлах през 1584 г. на своя син Ернст Фридрих. Синът ѝ Якоб става маркграф на Баден-Хахберг с резиденция в Емендинген. Най-малкият ѝ син Георг Фридрих отново съюзява двете линии през 1604 г.
През нейната последна година духовно за нея се грижи младият дворцов проповедник Йоханес Зендер, който държи на 5 април 1586 г. за нея една много хубава погребална проповед.

## Деца
Анна има с Карл II фон Баден-Дурлах децата:
- Доротея Урсула (1559 – 1583), омъжва се на 7 ноември 1575 г. за Лудвиг III фон Вюртемберг (1554 – 1593)
- Ернст Фридрих (1560 – 1604), маркграф на Баден-Дурлах
- Якоб III (1562 – 1590), маркграф на Баден-Хахберг
- Анна Мария (1565 – 1573)
- Елизабет (1570 – 1611)
- Георг Фридрих (1573 – 1638), маркграф на Баден-Дурлах